# Radio IIII
RADIO IIII (RADIO FM4 A/S, tidligere også under navnet RADIO 4 og R4dio) er en landsdækkende, dansk public service taleradiokanal og podcastudbyder med hovedsæde i Aarhus. Kanalen er Danmarks fjerde jordbaserede FM-radiokanal.
Kanalen gik i luften torsdag den 1. november 2019 klokken 00.00, hvor den overtog frekvensen fra Radio24syv, der hidtil havde retten til at drive FM4. Administrerende direktør og chefredaktør ved oprettelsen var Anne-Marie Dohm. Fra 15. januar 2024 erstattedes hun af Nikolai Thyssen.
Siden starten den 1. november 2019 har radiostationen haft et dalende lyttertal og kunne i uge 49/2019 præsentere et lyttertal på blot 371.000, hvilket svarer til omtrent det samme som Radio24syv i samme uge i 2011 (365.000 lyttere) og 140.000 færre end, hvad Radio24syv præsterede i samme uge i 2018 (511.000). Det lader til, at radiostationen især taber terræn til Danmarks Radios P1, som efter lukningen af Radio24syv har set et stigende lyttertal.
Stationen ejes primært af Jysk-Fynske Medier, mens Sjællandske Medier og Herning Folkeblad har mindre aktionærposter.
RADIO IIII har indtil videre sendetilladelse frem til 31. december 2027.

## Priser
- Prix Audio 2021: Årets Samtale: "Det Sidste Måltid". Lærke Kløvedal.[8]
- Prix Audio 2021: Årets Kritiske Interview: Liselott Blixt. "Radio4 Morgen", Jacob Grosen.[8]
- Prix Audio 2022: Årets radioprogram: "Portrætalbum". Anders Bøtter.[9]
- Årets Ankerdal 2022: Nicklas Degn.[10]
- Prix Audio 2023: Årets radioprogram: "Det sidste måltid". Lærke Kløvedal.[11]
- Prix Audio 2023: Årets musikprogram: "Portrætalbum". Anders Bøtter.[11]
- Prix Audio 2023: Årets morgenflade: "Radio4 Morgen".[11]
- Foreningen for Undersøgende Journalistiks formidlingspris 2023: Radio4 Undersøger - "Den døde pige i lægehuset". Søren Mejer Jensen, Allan Christiansen og Jais Nørgaard Alstrøm.[12]Graf over udviklingen for lyttertallene på R4dio henholdsvis Radio24syv i 2011, 2018 og 2019 samt DR P1 i 2019. Alle tal baserer sig på Kantar Gallups Radio-meter analyse, der udkommer ugentligt. (http://tvm.tns-gallup.dk/tvm/rpm/default.htm)